# Parco solare Scornicești
Il parco solare Scornicești - Power Clouds è un parco fotovoltaico romeno realizzato a Scornicești da Power Clouds Pte Ltd. Gli impianti che costituiscono il parco sono denominati Scornicești A-B-C.
Peculiarità di tale impianto è quella di rendere disponibile la titolarità di porzioni dello stesso, in cambio di una rendita annuale, a singoli acquirenti secondo una filosofia denominata "power cloud": per tale motivo l'iniziativa è promossa sulla stampa generalista e specializzata quale iniziativa di tipo commerciale.

## Localizzazione
Il parco è stato realizzato su lotti di terreno localizzati in prossimità di Scornicești, una città della Romania di circa 12.000 abitanti che si trova nella regione di Muntenia (distretto di Olt).
I lotti si estendono su una superficie complessiva di oltre 65 000 m² e si trovano sulla riva est del lago Piscani, a pochi chilometri dal centro abitato di Scornicești.

## Caratteristiche funzionali
Il parco solare, costituito da 15.000 pannelli fotovoltaici, è diviso in 3 impianti uguali tra loro in termini di potenza installata e caratteristiche: Scornicești A, Scornicești B e Scornicești C. 
Il parco genera una potenza complessiva di 3,6 MW ed è in grado di produrre, a regime ed in condizioni ottimali, 5,200 MWh l'anno di energia elettrica da fonte rinnovabile.
La prima parte del parco è entrata in produzione nell'agosto 2013, ed entro dicembre 2013 tutti i pannelli fotovoltaici hanno iniziato a produrre energia.

## Caratteristiche tecniche
I pannelli che costituiscono gli impianti sono installati in posizione rialzata da terra, circa 90 centimetri, con un'inclinazione di 25° rispetto all'orizzontale, rivolti verso sud-ovest. Tra una serie e l'altra di moduli vi sono circa 4 metri di spazio, lasciati liberi per evitare l'ombreggiamento dei moduli retrostanti, fenomeno che ne ridurrebbe l'efficienza.
I pannelli impiegati nella costruzione degli impianti sono costituiti da celle in silicio poli-cristallino delle dimensioni di 156x156 mm. Ogni pannello ha una superficie di 1,62 m², e sviluppa una potenza di 240 Watt grazie a 60 celle alloggiate su una struttura di supporto in alluminio anodizzato e protette da un vetro temperato a basso contenuto di ferro (questo garantisce la minima interferenza energetica con i raggi solari).
Gli inverter utilizzati per la conversione dell'energia elettrica prodotta, hanno un'efficienza operativa del 98%, con una tensione di 340 V. Ciò consente la connessione degli impianti anche alle linee aeree di alta tensione. Gli inverter impiegati sono progettati per dare anche funzione di supporto alla rete attuando una modulazione sulla potenza attiva e il controllo della tensione. 
Per ciascun impianto esiste, poi, un sistema di tele-controllo da remoto che garantisce, in maniera continua, la trasmissione dei dati di produzione istantanea, il monitoraggio dei sistemi e la gestione operativa.